# Seznam planetek, Q
Klepnutím na pořadové (katalogové) číslo planetky otevřete stránku s tabulkou, ve které jsou uvedeny základní údaje o planetkách (elementy dráhy, údaje o objevu aj.). 
Klepnutím na název planetky se dostanete na stránku věnovanou uvedené planetce (pokud taková stránka již existuje).
| (25240) | Qiansanqiang   |
| (3763)  | Qianxuesen     |
| (20278) | Qileihang      |
| (2255)  | Qinghai        |
| (1297)  | Quadea         |
| (10200) | Quadri         |
| (3876)  | Quaide         |
| (5865)  | Qualytemocrina |
| (9911)  | Quantz         |
| (3335)  | Quanzhou       |
| (50000) | Quaoar         |
| (32807) | Quarenghi      |
| (35165) | Québec         |
| (5457)  | Queen's        |
| (8643)  | Quercus        |
| (8755)  | Querquedula    |
| (9588)  | Quesnay        |
| (1239)  | Queteleta      |
| (1915)  | Quetzálcoatl   |
| (18699) | Quigley        |
| (4372)  | Quincy         |
| (13192) | Quine          |
| (9569)  | Quintenmatsijs |
| (755)   | Quintilla      |
| (18376) | Quirk          |
| (10793) | Quito          |
| (52301) | Qumran         |
| (3513)  | Quqinyue       |

Data použita se svolením / Data used with permission 
© IAU: Minor Planet Center.